# Amanda Brunner
Amanda Brunner Veiga, mais conhecida por Amanda Brunner (Congonhinhas, 23 de fevereiro de 1993), é uma futebolista brasileira que atua como meio-campista. Atualmente atua pela Ferroviária.

## Carreira
Até os 18 anos jogava Futsal em sua cidade natal. Em 2011, se mudou para o Paraná para jogar na escolinha de Assaí que acabou disputando o Campeonato Paranaense daquele ano. Ganhou o convite para atuar no Foz Cataratas onde jogou a a Copa do Brasil 2012.
Em 2014, junto com outras duas brasileiras jogadoras de futebol, Coki e Dani, mudou-se para o clube russo Kubanochka.
Entre 2016 e 2017 ela atuou pelo Audax Corinthians. Pela parceria paulista, ela conquistou a Copa do Brasil de 2016 e a Libertadores de 2017. Além dos títulos, também foi artilheira da competição sul-americana.
Em 2018 foi contratada pelo Iranduba do Amazonas, um gigante do futebol feminino na época, que possuía recordes de público na modalidade. Ficou no grupo até o fim de 2019, tendo conquistado um título do Amazonense feminino, em 2018, e sendo vice-campeã em 2019. No clube também disputou duas edições do Campeonato Brasileiro e também a Libertadores da América. Foram 40 jogos disputados e apenas seis gols feitos.
Em 2020 foi contratada pela Ferroviária de Araraquara.

## Seleção

### Seleção Sub 20
Após disputar a Copa do Brasil 2012 pelo Foz Cataratas foi convocada para a Seleção Sub 20 pela primeira vez.

## Títulos
Audax Corinthians
- Copa do Brasil de Futebol Feminino: 2016[6]

- Copa Libertadores da América de Futebol Feminino: 2017[12]

Iranduba
- Campeonato Amazonense de Futebol Feminino: 2018[13]